# Oreochromis shiranus
Oreochromis shiranus es una especie de peces de la familia Cichlidae en el orden de los Perciformes.

## Subespecies
- Oreochromis shiranus chilwae (Trewavas, 1966
- Oreochromis shiranus shiranus (Boulenger, 1897